# Virginia Township (comté de Pemiscot, Missouri)
Virginia Township est un ancien township, situé dans le comté de Pemiscot, dans le Missouri, aux États-Unis,.
L'origine du nom du township n'est pas claire.

### Source de la traduction
- (en) Cet article est partiellement ou en totalité issu de l’article de Wikipédia en anglais intitulé « Virginia Township, Pemiscot County, Missouri » (voir la liste des auteurs).